# Tömösváry Irma
Gálochi Tömösváry Irma Emma (Debrecen, 1875. december 17. – Budapest, 1913. január 13.) magyar színésznő, a Nemzeti Színház tagja. Bakó László első felesége.

## Élete
Református birtokos családban született. Apja gálochi Tömösváry Lajos színész, színigazgató, utóbb MÁV-tisztviselő. Anyja Farkas Irma színésznő. Apai nagyapja, gálochi Tömösváry Károly mint százados, tagja volt az 1848–49-es honvédseregnek.
1891-ben kezdte tanulmányait a Színművészeti Akadémián. 1894-ben szerzett oklevelet, majd a Nemzeti Színház társulatához csatlakozott. 1897. október 28-án egykori növendéktársához, Bakó Lászlóhoz ment férjhez, akinek állandó partnere lett vidéki vendégszereplésein. Házasságukból egy fiú született: Bakó Barnabás (1907-1988), aki katonai pályára lépett.
A törékeny testalkatú asszony szívbetegségben szenvedett, emiatt az 1900-as évek elején kénytelen volt visszavonulni a színjátszástól. Ezt követően fia nevelésére fordította idejét, 1913-ban bekövetkezett korai haláláig. Férjével és fiával közös sírban nyugszik a Kerepesi temetőben.

## Fontosabb szerepei
- Liza (Herczeg Ferenc: A három testőr)
- Teodora (Echegaray: A nagy Galeotto)
- Rutland grófnő (Heinrich Laube: Essex gróf)
- Villiers Susanne (Pailleron: Ahol unatkoznak)